# Daryl Beattie
Daryl Beattie (ur. 26 września 1970 w Charleville) – australijski motocyklista.

## Kariera

### 250 cm³
W Motocyklowych Mistrzostwach Świata zadebiutował podczas GP Australii, w 1989 roku. Startując na motocyklu Hondy, w średniej klasie 250 cm³, Australijczyk zmagania zakończył na dwunastym miejscu. Rok później ponownie wziął udział w tej rundzie. Tym razem został sklasyfikowany na czwartej pozycji.

### 500 cm³
W kategorii 500 cm³ Beattie zadebiutował w sezonie 1992. Dosiadając motocykl Hondy, wystartował w trzech rundach, w trakcie których raz stanął na podium. Podczas GP Australii zmagania zakończył na trzecim miejscu. Po wyścigu w Malezji nieoczekiwanie opuścił serię. W tym samym roku wraz ze swoim doświadczonym rodakiem Wayne'em Gardnerem (mistrzem świata sezonu 1987) zwyciężył w 8-godzinnym wyścigu na torze Suzuka. Zdobył również tytuł mistrzowski w japońskich mistrzostwach motocyklowych, w tej samej kategorii.
W roku 1994 Beattie powrócił do MŚ, zaliczając pierwszy pełny sezon w karierze, u boku rodaka Micka Doohana. W trakcie zmagań czterokrotnie meldował się na podium, w tym raz na najwyższym stopniu. Sukces odniósł na niemieckim superszybkim torze Hockenheimring. W klasyfikacji generalnej zajął 3. miejsce, pozycję wyżej, aniżeli Doohan.
Po konflikcie z szefostwem Hondy Beattie postanowił przenieść się do zespołu Yamahy. Podczas treningów przed GP Francji doznał poważnego wypadku, w wyniku którego stracił wszystkie palce u nogi (jego stopa wkręciła się w łańcuch). Był jednak w stanie kontynuować swą karierę i po kilku tygodniach wrócił do rywalizacji. W kończącym sezon GP Walencji zajął najlepsze w sezonie piąte miejsce. Zdobyte punkty sklasyfikowały go na 13. pozycji.
Sezon 1995 Australijczyk spędził na startach w ekipie Suzuki. Był to najlepszy okres w jego karierze, w którym walczył o tytuł mistrza świata. Po sześciu wyścigach Beattie prowadził w klasyfikacji generalnej, z dorobkiem pięciu miejsc na podium. Wypadek na treningu przed GP Holandii wykluczył go jednak z niedzielnych zmagań oraz zaważył na całym sezonie. Po znakomitej serii Doohana Australijczyk stracił prowadzenie w mistrzostwach, ostatecznie zostając na koniec wicemistrzem świata. W ciągu czternastu wyścigów Beattie dziewięciokrotnie meldował się na podium, w tym dwukrotnie na najwyższym stopniu (podczas GP Japonii i Niemiec).
Australijczyk odniósł wiele poważnych kontuzji, ale mimo to był w stanie kontynuować starty w mistrzostwach świata. Jego karierę załamał jednak doszczętnie ciężki wypadek podczas przedsezonowych testów. Beattie doznał urazu głowy, co przekreśliło szanse na dobry wynik w roku 1996. Wziął udział łącznie w czterech rundach, z czego tylko dwie ukończył. Podczas GP Japonii i Włoch zajął odpowiednio piąte i czwarte miejsce.
Rok 1997 był ostatnim dla Beattiego w pięćsetkach. Jego wyniki wyraźnie odbiegały od oczekiwanych, co świadczyło o niemożności dalszych startów na najwyższym poziomie. Zmusiło to Australijczyka do zakończenia kariery, która przez liczne urazy została niespełniona. Najlepiej spisał się podczas GP Włoch, gdzie dojechał na piątej lokacie. Ostatni sezon w MŚ ukończył na 11. miejscu.

### V8 Supercars
W sezonie 2002 Australijczyk zadebiutował w australijskich wyścigach samochodów turystycznych – V8 Supercars. Nie spisał się jednak najlepiej, zajmując w pierwszym wyścigu dwudzieste piąte miejsce, natomiast drugiego nie kończąc. Obecnie pracuje jako komentator wyścigów w telewizji HD One.

## Statystyki liczbowe
| Rok  | Klasa   | Zespół              | Motocykl      | 1      | 2      | 3      | 4      | 5      | 6      | 7      | 8      | 9      | 10     | 11    | 12     | 13     | 14     | 15      | Punkty | Pozycja | Zwycięstwa |
| ---- | ------- | ------------------- | ------------- | ------ | ------ | ------ | ------ | ------ | ------ | ------ | ------ | ------ | ------ | ----- | ------ | ------ | ------ | ------- | ------ | ------- | ---------- |
| 1989 | 250 cm³ | Honda               | Honda NSR250  | JPN -  | AUS 12 | USA -  | ESP -  | NAT -  | GER -  | AUT -  | YUG -  | NED -  | BEL -  | FRA - | GBR -  | SWE -  | CZE -  | BRA -   | 4      | 35      | 0          |
| 1990 | 250 cm³ | Honda               | NSR250        | JPN -  | USA -  | ESP -  | NAT -  | GER -  | AUT -  | YUG -  | NED -  | BEL -  | FRA -  | GBR - | SWE -  | CZE -  | HUN -  | AUS 4   | 13     | 22      | 0          |
| 1992 | 500 cm³ | Rothmans Honda      | Honda NSR500  | JPN NC | AUS 3  | MAL 6  | ESP -  | ITA -  | EUR -  | GER -  | NED -  | HUN -  | FRA -  | GBR - | BRA -  | RSA -  |        |         | 18     | 14      | 0          |
| 1993 | 500 cm³ | Rothmans Honda      | Honda NSR500  | AUS 4  | MAL 2  | JPN 3  | ESP 6  | AUT 7  | GER 1  | NED NC | EUR 4  | RSM 6  | GBR 6  | CZE 6 | ITA 7  | USA 5  | FIM 2  |         | 176    | 3       | 1          |
| 1994 | 500 cm³ | Marlboro Yamaha     | Yamaha YZR500 | AUS NC | MAL 10 | JPN 28 | ESP NC | AUT 8  | GER NC | NED 7  | ITA 6  | FRA -  | GBR -  | CZE - | USA NC | ARG NC | EUR 5  |         | 44     | 13      | 0          |
| 1995 | 500 cm³ | Lucky Strike Suzuki | Suzuki RGV500 | AUS 2  | MAL 2  | JPN 1  | ESP 7  | GER 1  | ITA 2  | NED -  | FRA 3  | GBR 2  | CZE 3  | BRA 4 | ARG 2  | EUR 5  |        |         | 215    | 2       | 2          |
| 1996 | 500 cm³ | Lucky Strike Suzuki | Suzuki RGV500 | MAL -  | INA -  | JPN 5  | ESP NC | ITA 4  | FRA -  | NED -  | GER -  | GBR -  | AUT -  | CZE - | IMO -  | CAT NC | BRA -  | AUS -   | 24     | 18      | 0          |
| 1997 | 500 cm³ | Lucky Strike Suzuki | Suzuki RGV500 | MAL NC | JPN NC | ESP 12 | ITA 5  | AUT 11 | FRA 12 | NED 7  | IMO 13 | GER 12 | BRA 13 | GBR 6 | CZE 10 | CAT 17 | INA 12 | AUS DNS | 63     | 11      | 0          |